# Aversa Ippodromo
Aversa Ippodromo, ufficialmente Aversa Sud Ippodromo - Ospedale Moscati, è una stazione della linea 11 della metropolitana di Napoli.

## Storia
Il cantiere della stazione fu inaugurato tra il 2005 e il 2007. La stazione venne poi aperta al pubblico il 24 aprile 2009. La ferrovia Alifana, nella sua tratta bassa dismessa nel 1976, aveva una fermata omonima (in origine una casa cantoniera) situata circa 500 metri più ad ovest di questa stazione.
Nel marzo 2024 la denominazione ufficiale della stazione è diventata "Aversa Sud Ippodromo - Ospedale Moscati", data la vicinanza dell'impianto all'omonimo nosocomio cittadino.

## Strutture e impianti
All'interno sono presenti alcune installazioni artistiche come un obelisco rosso al centro dell'atrio. Il colore che la contraddistingue è il verde.

## Servizi
La stazione dispone di:
- Biglietteria
- Scale mobili
- Ascensore
- Accessibilità per portatori di handicap
- Servizi igienici

## Galleria d'immagini

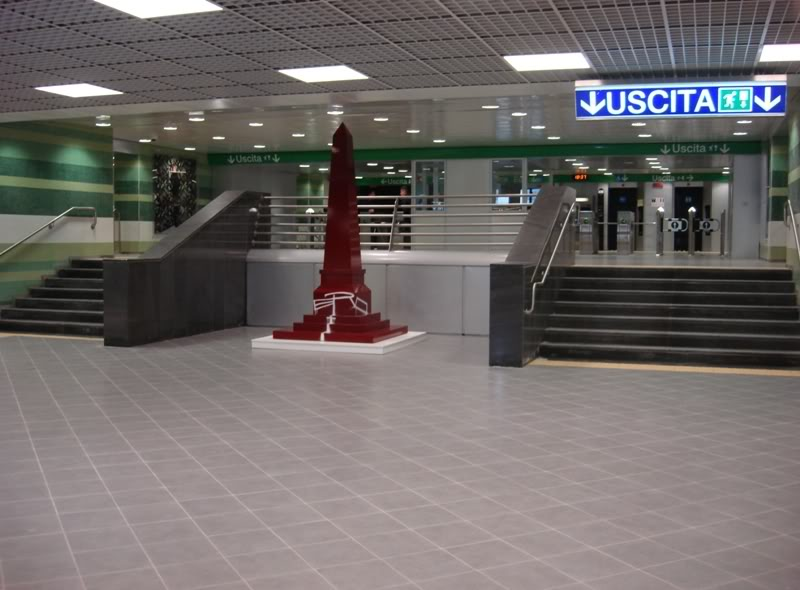
Vestibolo
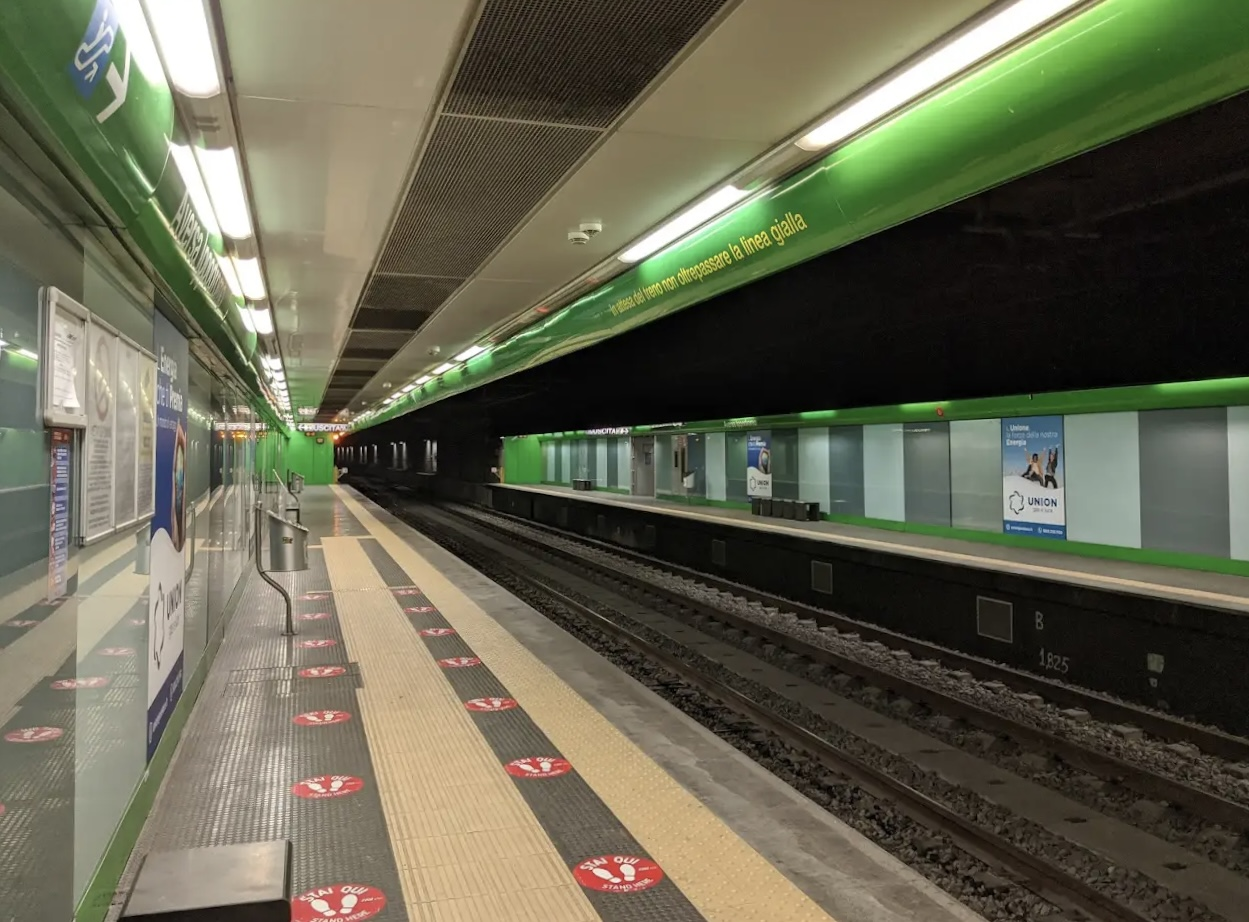
Il piano banchine
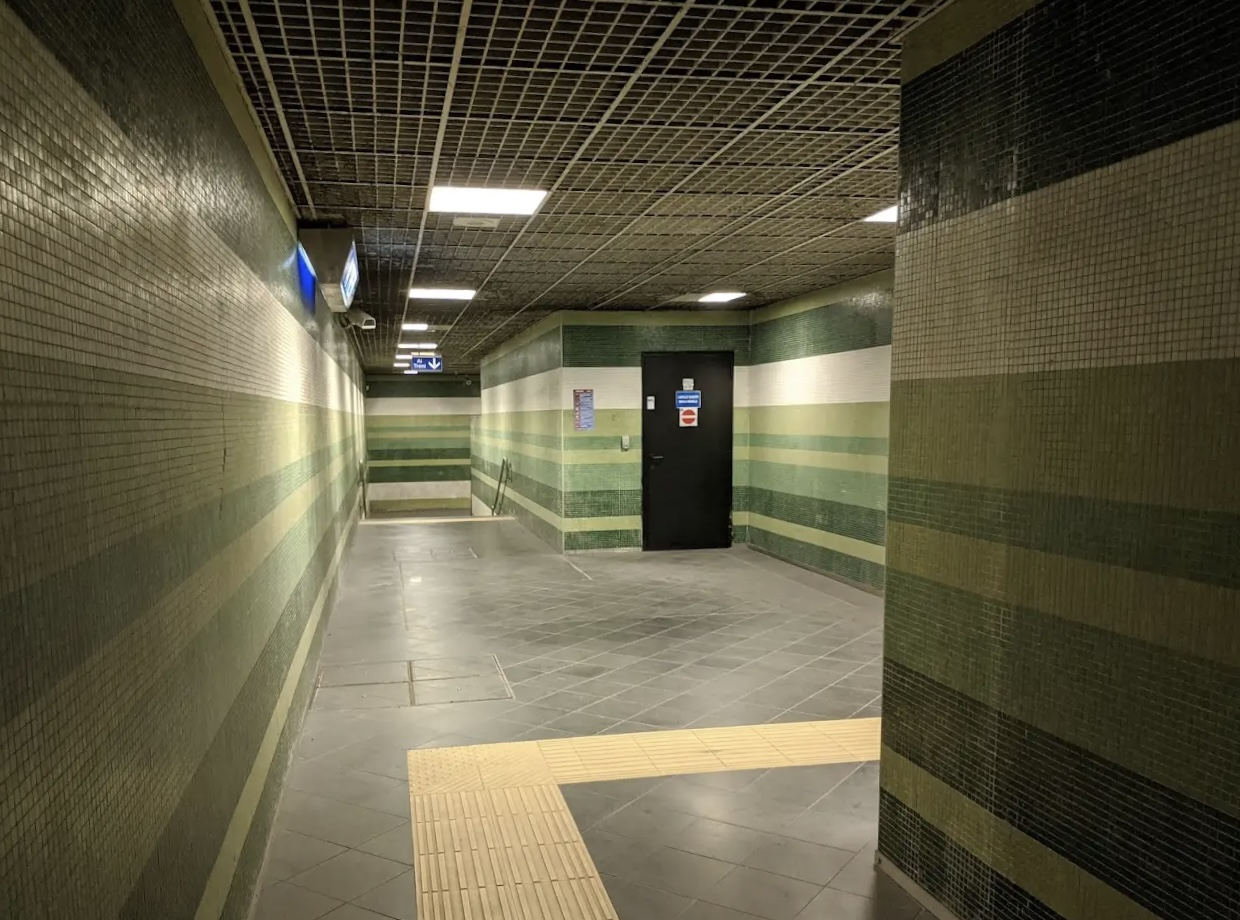
Uscite della stazione
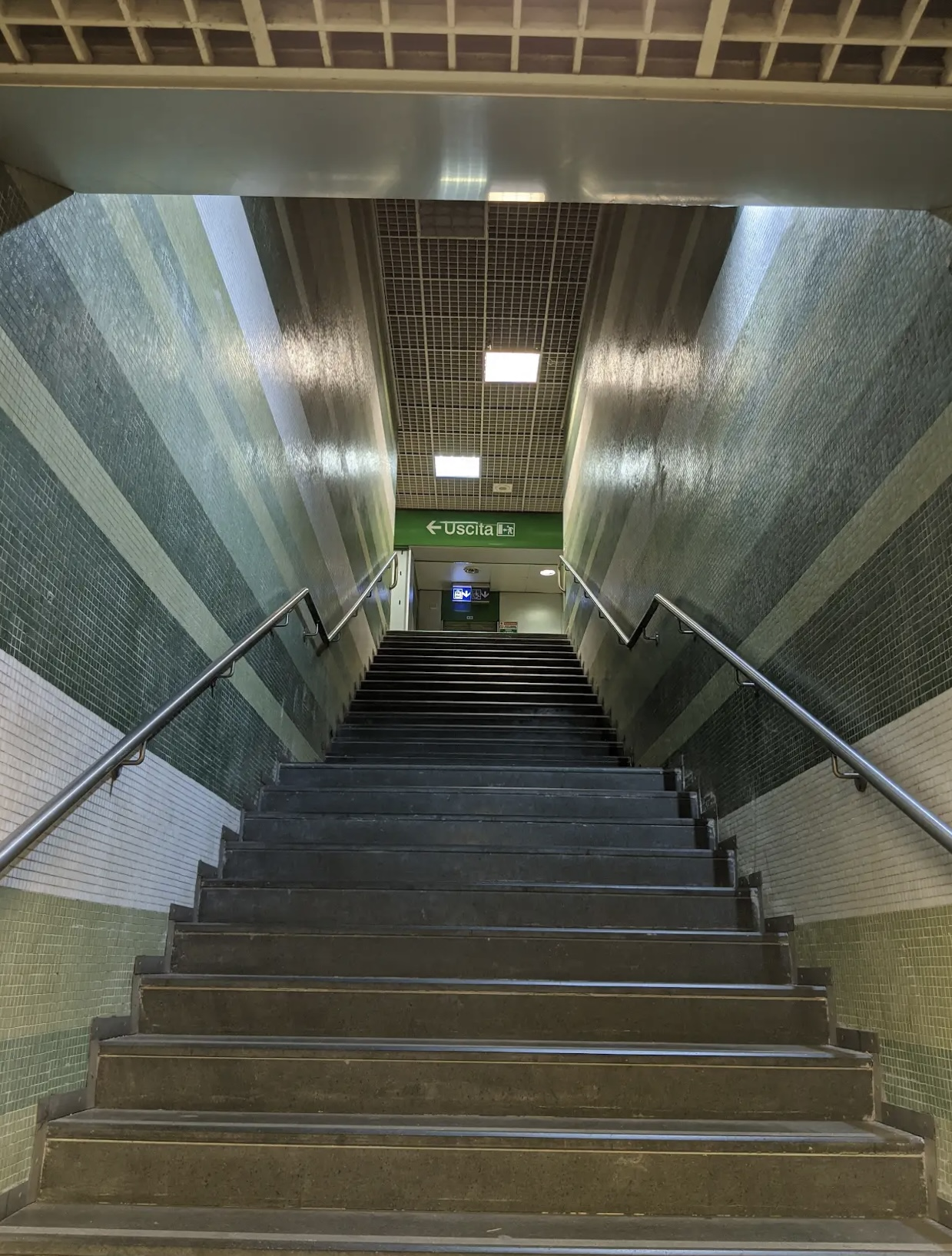
Scale